# Soldatensprache der NVA
Die Soldatensprache der NVA (auch: Soldatensprache der DDR, Aschesprache) war der Jargon, der unter den einfachen Soldaten der Nationalen Volksarmee (NVA) gesprochen wurde.

## Entstehung
Wie in allen Armeen gab es in der NVA einen Unterschied in der Sprache der jeweiligen Hierarchieebenen. So bestand die offizielle Militärsprache „aus klaren Fachausdrücken, Kommandos, Befehlen und Standardsätzen“. Die Kommandosprache neigte zur Verdinglichung und war vor allem durch Substantive und Nominative geprägt. Der Umgangston der Vorgesetzten war rau, rüde und laut. Einen wesentlichen Einfluss hatte der Landserjargon, wie er im Zweiten Weltkrieg gesprochen wurde. Diese Kontinuität entstand durch Funktionsträger, vornehmlich Unteroffiziere und Feldwebel der Wehrmacht, die in der DDR weiter als Berufssoldaten dienten. Offiziell war sie nicht gewünscht, wurde aber nicht unterbunden. Die Diskrepanz zwischen „technokratischer Fachsprache und willkürlicher Einschüchterung“ ließ eine spezifische Soldatensprache entstehen, die vor allem durch Verachtung geprägt war. Diese neuartige Lexik bildete sich als bewusste Abgrenzung von den Offizieren und entstand vermutlich in den 1960ern, als die Wehrpflicht eingeführt wurde.
Unmittelbar verbunden war die Entstehung einer spezifischen Sprache der NVA mit der sogenannten „EK-Bewegung“. In der DDR dauerte der Grundwehrdienst 18 Monate. Es entstand eine inoffizielle Hierarchieebene. Die Soldaten stiegen mit der Dienstzeit in dieser Hierarchie auf. Viele neuartige Begriffe, Anspielungen und Wortspiele fußten auf dieser inoffiziellen Hierarchie.

## Merkmale
Die Soldatensprache der NVA war geprägt von Spott, Hohn und Verachtung gegenüber der Armee und ihren Funktionsträgern. Das unterschied den NVA-Jargon von dem anderer Armeen. Die Sprache hatte viele sexuelle Anspielungen und orientierte sich an der Gossensprache mit einer Neigung zu analen Ausdrücken. Die Sprache war oft sehr bildlich; so wurden Panzer als „Eisenschwein“ oder „Sumpfkuh“ bezeichnet, eine weibliche Zivilangestellte als „Larvenmatratze“.
Einige Ausdrücke waren rassistisch und nazistisch konnotiert. Ein Saufgelage, bei dem man die leeren Flaschen aus dem Fenster warf, wurde „Kristallnacht“ genannt, was gleichzeitig auf die Novemberpogrome 1938 anspielte wie auf die billige Schnapsmarke Kristall. Das Vokabular war stellenweise antisemitisch geprägt. Eine Bewunderung für Adolf Hitler, die Schutzstaffel und den Nationalsozialismus war bis Ende der 1980er nachzuweisen.
Neben Einzelbezeichnungen fanden Sprichwörter und Abkürzungen (zum Beispiel: EK = Entlassungskandidat, KU = Kurzurlaub) ihren Eingang in den Jargon. Die Sprache wurde automatisch angenommen und verbreitete sich unter den Soldaten der NVA ohne Zutun von außen. Zum Teil hatte sie kaum Ähnlichkeit mit der normalen Umgangssprache und war für Außenstehende schwer verständlich. Die Sprache wurde vor allem von der offiziellen Führung sowie den Vorgesetzten abgelehnt, konnte jedoch nicht unterbunden werden.

## Beispiele
- Affenschaukel – ironische Bezeichnung für die Schützenschnur der NVA (Silbergeflecht vom Schulterstück bis zu einem Uniformknopf in einem leichten Bogen, deshalb „Schaukel“)
- Aufkohlen oder Aufkeulen – ironische Bezeichnung für die freiwillige Verlängerung der Wehrdienstzeit vom Grundwehrdienst auf drei Jahre (Unteroffizier auf Zeit) oder länger.
- Bärenvotze – die winterliche Kopfbedeckung der Angehörigen der bewaffneten Organe[7] (oft als Abkürzung BeVo gesprochen, auch BV)
- Buffi – abwertende Bezeichnung für Berufsunteroffiziere der NVA
- Bummiheft –  umgangssprachlich für Kinderzeitschrift „Bummi“, daneben auch ironisch für Politinformationshefte der NVA
- E-Bewegung oder EK-Bewegung – inoffizielle Hierarchiestruktur unter Wehrdienstleistenden verschiedener Diensthalbjahre, siehe auch Entlassungskandidat
- Entlassungskandidat, auch nur EK oder E – Begriff aus dem Jargon der NVA für die Grundwehrdienst leistenden Soldaten im dritten Diensthalbjahr, was im Grundwehrdienst mit der Entlassung aus dem Dienst bei der NVA endete.
- Glatter – Soldat der NVA im ersten Diensthalbjahr (synonym dafür „Frische“, „Aale“, „Spitze“, „Spritzer“, „Sprutze“, „Schlitze“, „Sprallo“, „Springer“, „Hüpper“, „Dachse“, „Struppis“, „Rotärsche“, „Knollen“, „Willis“, „Pisser“)
- Jumbo – Jargon für den gummierten ABC-Schutzanzug in Kombination mit Gasmaske „Schnuffi“
- Knispel – Jargon für MPi Kalaschnikow
- Ledigenwohnheim – dauerhafte Unterbringung für unverheiratete Berufsoffiziere und Berufsunteroffiziere, die mangels Ehefrau kein Anrecht auf eine eigene Wohnung hatten (ironisch: „Wichserheim“)
- Panzerfett – umgangssprachlich für Teewurst in NVA-Kantinen
- Rotkehlchen – spöttische Bezeichnung für Politoffizier der NVA
- Sacki – sehr dienstbeflissener Vorgesetzter[8][9]
- Sackstand – So wurde der Druck bezeichnet, der von sehr dienstbeflissenen Vorgesetzten ausging. Sackis verbreiteten eben Sackstand! Bildlich gesprochen standen sie einem eben direkt auf dem Sack mit ihrer Anwesenheit.
- Schnuffi – NVA-Jargon für die Gasmaske (auch Schnuffelsack, Schnuppersack)
- Tagedrücken – Jargon für Heimweh bei Wehrdienstleistenden der NVA
- Tagesack – Berufsunteroffizier, Berufsoffizier oder Längerdienender (Anspielung auf die noch abzuleistenden Diensttage, auch nur „Sack“)
- Wünsch-Dir-Was – spöttische Bezeichnung für Politoffizier der NVA, eigentlich Titel einer Wunschsendung im Fernsehen und Radio
- Zehnender – ironisch für Berufsunteroffiziere der NVA (Dienstzeit 10 Jahre)
- Zwischenpisser – Soldat der NVA im zweiten Diensthalbjahr (synonym „Zwipis“, „Zwischenkeime“, „Zwischenschweine“, „Zwischenkotzer“ bzw. „Zwikos“, „Mittelschweine“ oder „Vize-EKs“/„Vizes“ als Selbstbezeichnung)

Ein anschauliches, wenn auch überspitztes Beispiel dazu findet sich im Roman Am kürzeren Ende der Sonnenallee von Thomas Brussig:

„‚Effi sein kein Seil‘, begann er, ‚Die Nüsse! Wer putscht, kriegt Hütte weiß. Der E schaukelt sich die Eier, und wenn so 'n Buffi kommt, so 'n Tagesack, der 'n ganzen Container mit sich rumschleppt und sich feiern lässt, so beim Moschen Schnuffi am Mann, dem zeigt der E sein Maß und lässt’n wegtreten.‘“

„Der Soldat seilt sich nicht ab. Es ist ein harter Dienst! Wer opponiert, dem streuen die Kameraden Waschpulver in der Unterkunft aus. Der Soldat des letzten Diensthalbjahres gibt sich dem Müßiggang hin und wenn ein Berufsunteroffizier mit einer hohen Verpflichtungsdauer kommt, dem Meldung gemacht werden muss, zum Beispiel beim Einnehmen der Verpflegung und unter Mitführung einer Truppenschutzmaske, dann verweist der Soldat des letzten Diensthalbjahres auf seine noch zu dienenden Tage und lässt den Berufsunteroffizier wegtreten.“

## LQI
Gelegentlich wird unter dem Schlagwort „Lingua Quarti Imperii“ auf den DDR-Soldatenjargon referiert. Der Ausdruck ist aber nicht auf die NVA beschränkt, sondern soll eine Kontinuität in der Sprache des Kommunismus mit der Sprache des Nationalsozialismus aufzeigen. Die Bezeichnung entstand in Anlehnung an Victor Klemperers bekanntes Werk LTI – Notizbuch eines Philologen. Dort bezeichnete LTI „Lingua Tertii Imperii“, die Sprache des „Dritten Reichs“. Tatsächlich sammelte Victor Klemperer bis zu seinem Tod Material für eine Fortsetzung. LQI sollte die Sprache des Kommunismus und des Sozialismus behandeln und die Verbindungen zur LTI aufzeigen. Das Werk erschien jedoch nie.